# Parasphigmothorax ochreosignatus
Parasphigmothorax ochreosignatus är en skalbaggsart som beskrevs av Stefan von Breuning 1974. Parasphigmothorax ochreosignatus ingår i släktet Parasphigmothorax och familjen långhorningar. Inga underarter finns listade i Catalogue of Life.